# 김인제
김인제(金仁濟, 1974년 1월 15일 ~ )는 대한민국의 서울특별시의회 의원이다.

## 학력
- 성균관대학교 국정관리대학원 행정학과 졸업(행정학 석사)

- 서울특별시 녹색서울시민위원회 위원
- 성공회대학교 겸임교수
- 2014년 7월 1일 ~ 2018년 6월 30일: 제9대 서울특별시의회 의원
- 2018년 7월 1일 ~ 2022년 6월 30일: 제10대 서울특별시의회 의원
- 2022년 7월 1일 ~ : 제11대 서울특별시의회 의원
  - 2022.07 ~ 2024.06: 제11대 서울특별시의회 기획경제위원회 위원
  - 2023.07 ~ : 제11대 서울특별시의회 예산결산특별위원회 위원
  - 2023.09 ~ : 제11대 서울특별시의회 서울미래전략 통합추진 특별위원회 위원
  - 2024.07 ~ : 제11대 서울특별시의회 후반기 부의장
  - 제11대 서울특별시의회 후반기 보건복지위원회 위원

## 역대 선거 결과
|  | 54.74% |

|  | 63.28% |

|  | 50.47% |